# Somewhere
Somewhere es una película de drama creada por Sofia Coppola, estrenada el 22 de diciembre de 2010. El 11 de septiembre de 2010 ganó un León de oro en el Festival de Venecia. Los principales actores son: Elle Fanning y Stephen Dorff.

## Argumento
Johnny Marco es un actor famoso de Hollywood sin rumbo, víctima de sus propios excesos. Con su gran fortuna se pasa la noche en bares y alquilando prostitutas. Un día aparece su hija Cleo de once años y le hará cambiar su manera de ser. Cleo al cabo de dos semanas de estar con su padre tiene que ir a un campamento pero ambos deciden que esas dos semanas las pasarán en grande, van a Italia, a las Vegas y se hospedan en el lujoso hotel Chateau Marmont de Los Ángeles. Mientras tanto a Johnny le llegan mensajes insultantes al móvil y le siguen coches, finalmente él se replantea su vida al pasar esas dos semanas con su hija.

## Elenco
| Intérprete        | Personaje    |
| ----------------- | ------------ |
| Stephen Dorff     | Johnny Marco |
| Elle Fanning      | Cleo         |
| Michelle Monaghan | Rebecca      |
| Chris Pontius     | Sammy        |

## Estreno
La película se estrenó el 3 de septiembre de 2010, en el 67 Festival de Cine de Venecia, ese mismo día se estrenó en toda Italia, el 11 de ese mismo mes ganó el León de Oro en este festival, el presidente del jurado Quentin Tarantino dijo "creció y creció en nuestros corazones, en nuestras mentes, en nuestros afectos" después de verla por primera vez. Recibió críticas de todo tipo, la revista Sight and Sound dijo que era una película que daba círculos sobre sí misma. Según los críticos, hay un 76% de votos positivos y hay una media de 6,6 sobre 10, votaron 129 personas.
Roger Ebert escribió en el diario Chicago Sun Times que la película recibió cuatro estrellas de cuatro y diciendo: "Coppola es una directora interesante. Ve, y hace ver exactamente lo que ve." A. O. Scott en el New York Times describió la película como: "exquisita, la melancolía y audaz formalmente". Añadió además :"Esto no es una cuestión de imitación, sino de dominio". Peter Bradshaw, sin embargo, le dio dos estrellas de cinco. Elogió la técnica cinematográfica, pero dijo que la otra cinta de Coppola, Lost in Translation parecía más cercana mientras que Somewhere carecía de profundidad emocional; "a la pregunta de por qué debemos prestar atención o estar interesado queda sin respuesta". Mark Kermode también dio una evaluación negativa, calificando el ejercicio de increíblemente auto-indulgente y aburrido.
El primer fin de semana en Estados Unidos la película recaudó $119.086; hasta febrero de 2011 había recaudado más de $ 8.000.000 por todo mundo.